# Gregorio del Pilar
Pour l’article homonyme, voir Gregorio del Pilar (Ilocos Sur).
Gregorio Hilario del Pilar y Sempio, né le 14 novembre 1875 dans la province de Bulacan et mort le 2 décembre 1899, est un général philippin de l'armée révolutionnaire philippine pendant la guerre américano-philippine.